# 方斯頓堡
方斯頓堡（英語：Fort Funston）曾是舊金山西南角的一個海港防禦設施，位於默塞德湖西側的天際線大道上。舊稱為默塞德湖軍用保留地（Lake Merced Military Reservation），現為金門國家休閒區（GGNRA）的保護區域。這座堡壘由許多座炮台組成，名稱來自於舊金山地區知名的美國陸軍少將弗雷德里克·方斯頓（1865－1917年）。
這座堡壘建造在太平洋沿岸的海岬上，下方為大洋灣。此處陡峭的砂岩峭壁地形，正好為群聚的灰沙燕提供了絕佳的築巢棲息地。這裡保留了曾經覆蓋大半西部舊金山的沙丘生態系統，此外，縱貫舊金山的加州海岸步道也在此處設置了步道入口。

## 歷史
聯邦政府在1900年取得這塊土地後，稱此處為默塞德湖軍用保留地。原先計畫設置兩座12英寸岸防炮炮台，作為舊金山海岸防禦（後稱海港防禦）的一部分。然而，直到美國在1917年初參戰第一次世界大戰以前，這塊地都沒有進行任何重大的建設。這座堡壘在少將弗雷德里克·方斯頓於1917年戰死不久後重新命名，並在第一次世界大戰期間，建造了練兵場、兵營及一系列的岸防炮，漸漸具有一定的規模。當時，方斯頓堡已設置了兩座炮台，分別為含有四門12英寸岸防炮的豪炮台（Battery Howe），以及含有兩門M1900 5英寸炮的布魯夫炮台（Battery Bruff）。武器則分別來自於鄰近舊金山要塞的溫菲爾德·斯科特堡之中的麥金儂（Battery McKinnon）與舍伍德（Battery Sherwood）炮台。豪炮台是以一位於1915年逝世，且參加過北美印第安戰爭的將領華特·豪（Walter Howe）之名命名。布魯夫炮台的名稱則來自於一名美國陸軍軍械兵勞倫斯·布魯夫（Lawrence Bruff），他曾在西點軍校擔任講師，於1911年過世。1920年，隨著5英寸炮在美國陸軍停止服役，布魯夫炮台也因此被解除武裝。1920年代早期，方斯頓堡興建了一座含有三門3英寸炮的防空5號炮台。
第一次世界大戰後，1923年的《華盛頓海軍條約》導致大量美國海軍戰艦及戰鬥巡洋艦的建造計劃被取消。美國陸軍海防炮兵軍團取得部分原本為這些船艦所準備的炮，用以在重要口岸抵禦敵方的海上襲擊。不過，在1939年第二次世界大戰爆發前，這些武器僅有少數被安置好。戴維斯炮台在1936至1939年間建造於方斯頓堡，設置兩門Mk 2 16英寸艦砲。這座炮台也成了對付空襲的美軍16英寸隱蔽炮台的原型，大戰期間，大部份的美軍16英寸炮台皆以此為模型建造，而多數戰前舊有的炮台也參照它來改造。這亦是陸軍M2岸防炮的原型；此前，海軍便曾依照改裝版M1919岸防炮設計M1919 16英寸炮。戴維斯炮台得名於少將里奇蒙·P·戴維斯（Richmond P. Davis），他曾在第一次世界大戰於法國擔任海岸防禦官，於1929年退役，1937年逝世。此外，約在1938年，一座具有四門155公釐炮的不具名炮台被建造於巴拿馬炮座上。
1940年，位在克隆凱特堡的湯斯利炮台（Battery Townsley）加入戴維斯炮台海岸防禦的行列。另外，第二次世界大戰期間，舊金山地區也開始在巴里堡建造含有三門16英寸炮的129炮台（Battery 129），不過最終並未完工。四門巴拿馬炮座的155公釐炮被設置到布魯夫炮台，而堡壘周圍也安置了四座波佛斯40公釐高射炮台。
除了一座M1 90公釐炮台在1953至1957年冷戰期間持續服役外，其餘的炮台皆在第二次世界大戰結束不久後退役。方斯頓堡在1956年成為勝利女神飛彈發射基地，並在1963年停止使用後，被美國國家公園管理局列為金門國家休閒區的一部分。同時，豪炮台與布魯夫炮台被拆除，而巴拿馬炮座最終也遭到侵蝕損壞。

## 特色
這塊區域內涵蓋許多條適合登山、騎馬的步道，以及兩條連接沙丘至海灘的沙梯。此處的海灘因為附有磁性的沙子及湍急的水流而著名。方斯頓堡是熱門的遛狗公園，這也是金門國家休閒區內唯一允許不用牽繩遛狗的公園。強勁的海風造就了能夠俯瞰整片海灘的峭壁，也讓這成為熱門的懸掛式滑翔景點。
此外，2003年，埃林·海明斯（Erin Hemmings）在此處擲出一枚Aerobie飛盤，飛行距離達1,333英尺（406），締造手擲物品飛行最遠的世界紀錄。

## 延伸閱讀
- Daerr, Elizabeth G. "Golden Gate NRA Officials Caught In a Dog Fight （页面存档备份，存于）". National Parks 74 (7-8): 14-15.

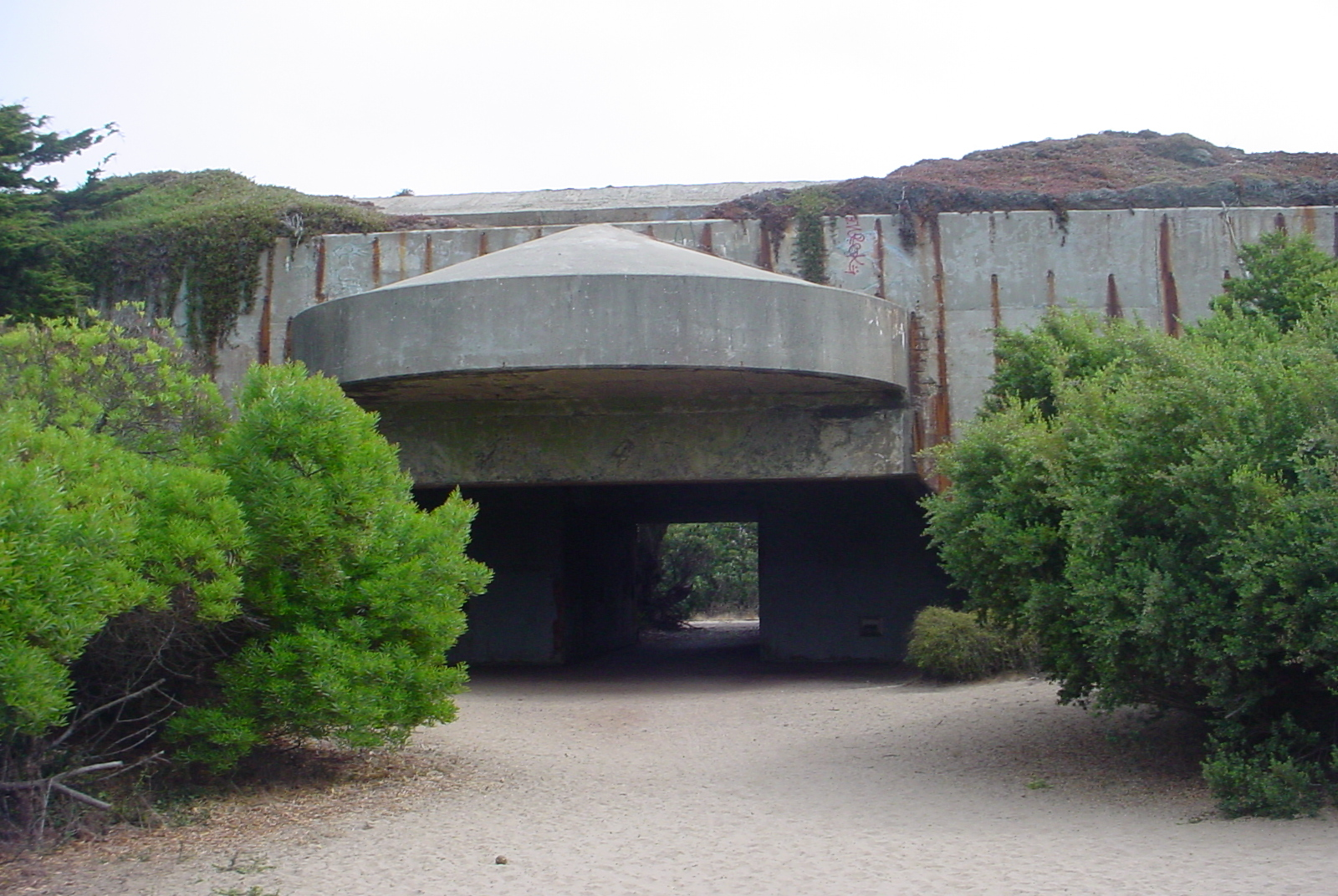
戴維斯炮台的近照，部分的堡壘表面已遭侵蝕。

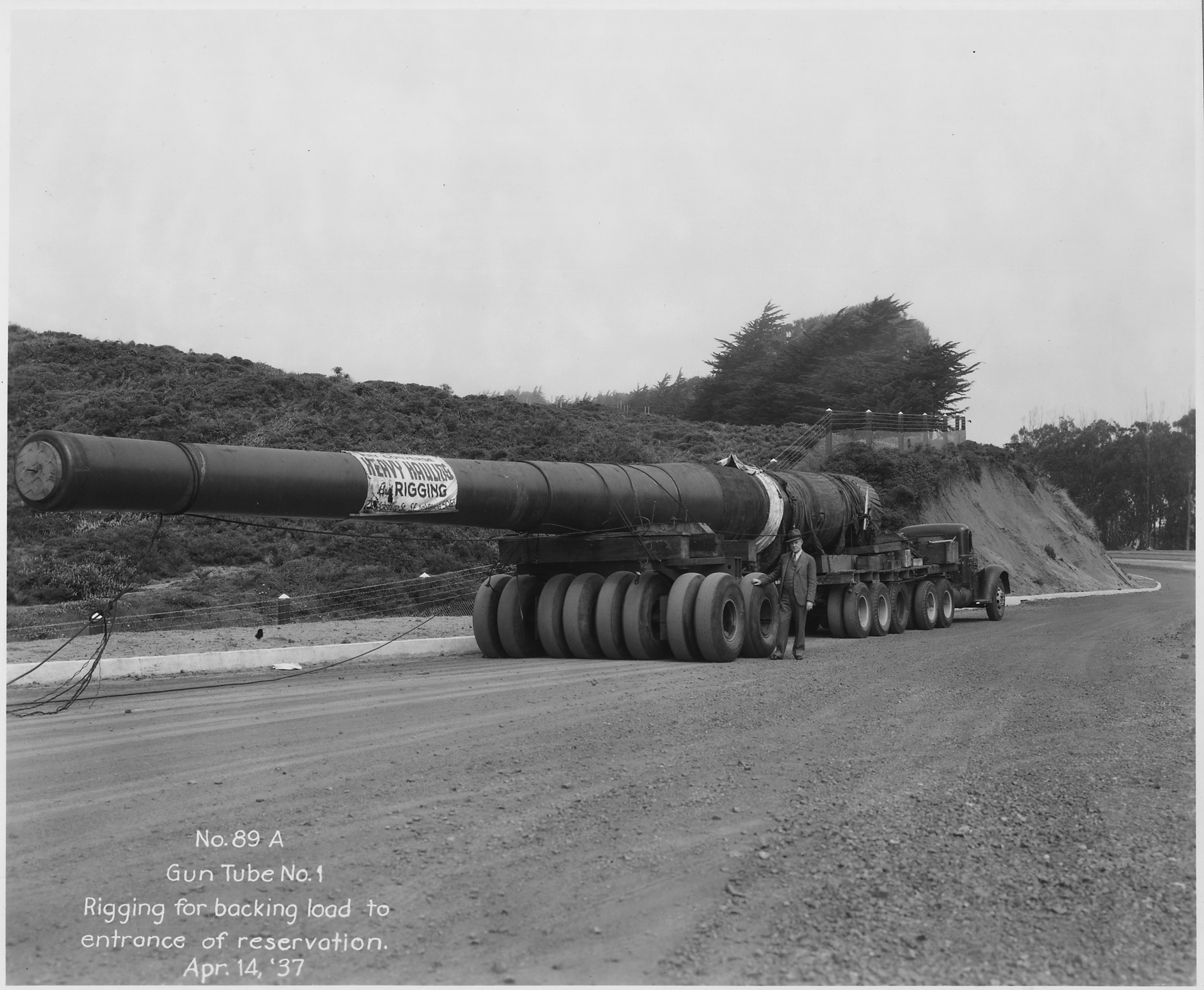
一門16英寸岸防炮正被運往堡壘。

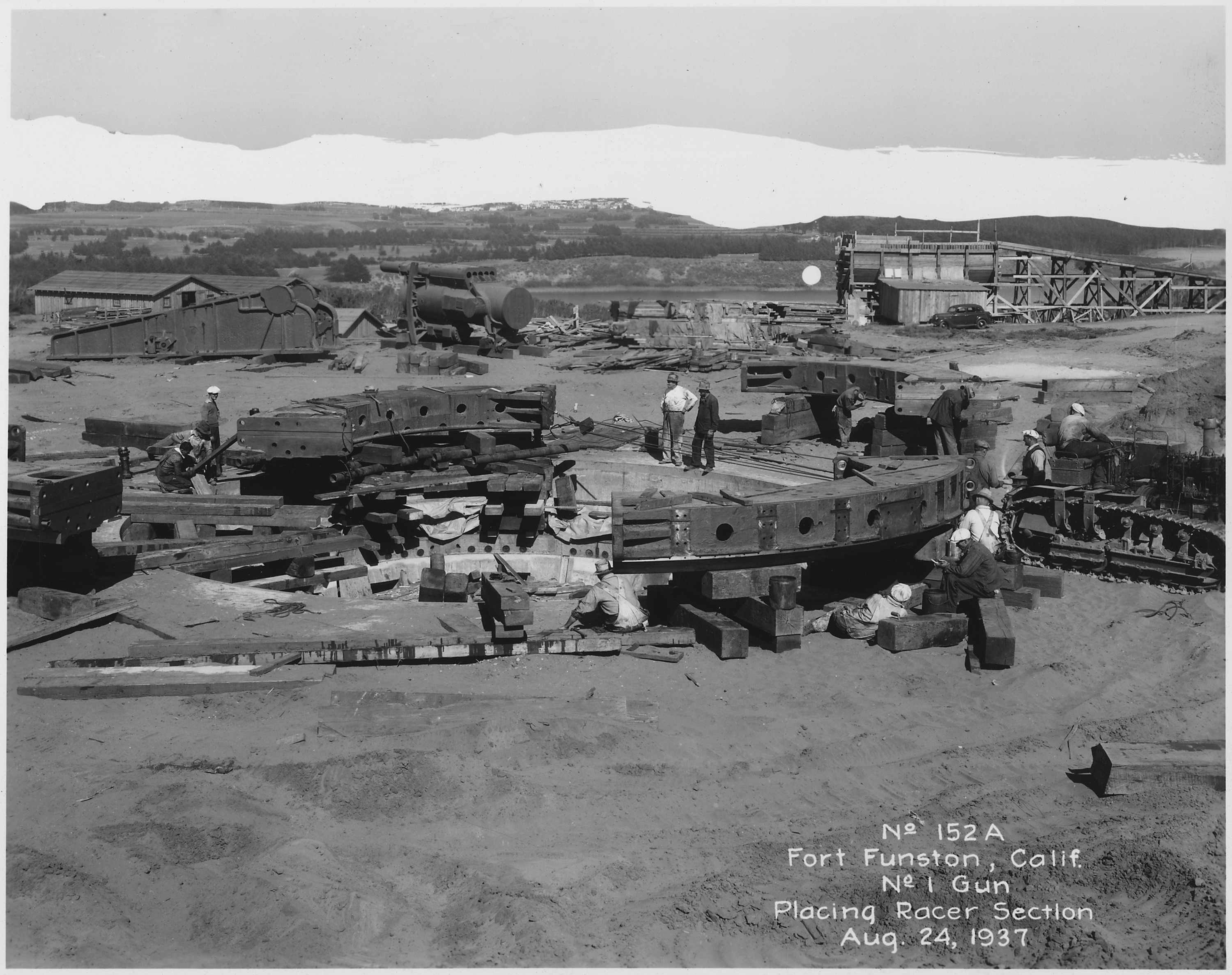
位於堡壘處，正在組裝的一門16英寸岸防炮。

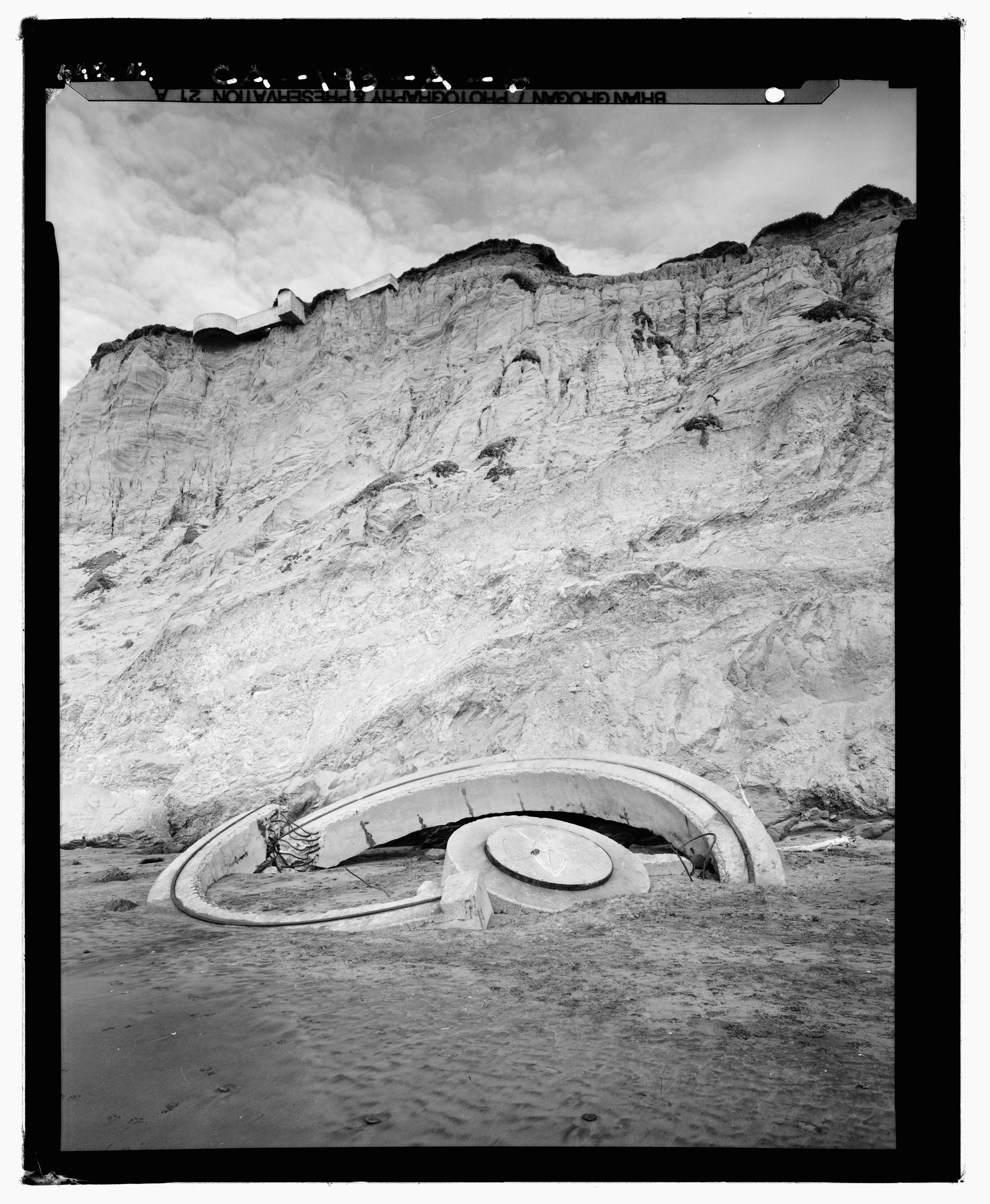
巴拿馬炮座受到侵蝕而從峭壁上摔落。峭壁上仍可見另一個炮座。

- Kent, Matthew W. "4. Fort Funston". Harbor Defenses of San Francisco: A Field Guide 1890 to 1950. 2009. Self-published. ISBN 978-1-61584-163-9.
- Konigsmark, Ted. "Trip 5. Fort Funston （页面存档备份，存于）". Geologic Trips: San Francisco and the Bay Area. 3rd ed. GeoPress, 2006 [1998]. ISBN 0-9661316-4-9. pp. 98–111.
- Lewis, Emanuel Raymond. . Annapolis: Leeward Publications. 1979. ISBN 978-0-929521-11-4.

## 外部連結
- NPS.gov上的方斯頓堡官方網站 （页面存档备份，存于）